# Matthias Schranner

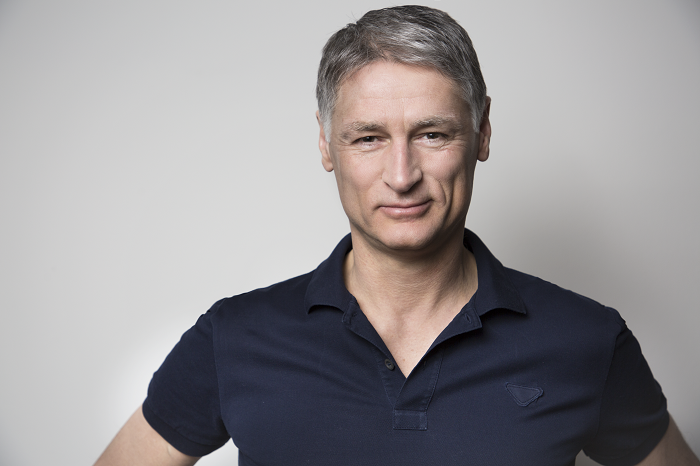
Matthias Schranner (2017)

Matthias Schranner (* 4. Januar 1964 in Moosburg an der Isar) ist ein deutscher Autor und Verhandlungsexperte.
Er ist Vorstandsvorsitzender des Negotiation Instituts in Zürich sowie Lehrbeauftragter am Weiterbildungszentrum der Universität St. Gallen.
2023 verhandelte er mit Aktivisten in Lützerath, die sich in einen Tunnel zurückgezogen hatten.

## Publikationen
- Verhandeln im Grenzbereich: Strategien und Taktiken für schwierige Fälle. Econ, München 2001. 8. Auflage 2009, ISBN 978-3-430-18068-9.
- Der Verhandlungsführer: Strategien und Taktiken, die zum Erfolg führen. Ecowin, Salzburg 2003. 4. Auflage. dtv, München 2008, ISBN 978-3-423-34319-0.
- Teure Fehler: Die 7 größten Fehler in schwierigen Verhandlungen. Econ, Berlin 2009. 3. Auflage. Econ, Berlin 2010, ISBN 978-3-430-20075-2.
- Das Schranner-Konzept®: Die neuen Prinzipien für die Verhandlungen der Zukunft. Econ, Berlin 2020, ISBN 978-3430210249.